# Hráč roku IHF
Hráč roku IHF o nejlepšího světového házenkáře roku Mezinárodní házenkářské federace (IHF), je každoročně udělovaná cena házenkáři, který podle názoru hlasujících novinářů a fanoušků dosáhl nejlepších výkonů na klubové i mezinárodní úrovni v předcházející sezóně. V první fázi ankety jsou nominovaní vybráni expertní komisí IHF, složenou z panelu odborníků a trenérů reprezentačních celků. Ve druhé fázi následuje hlasování fanoušků a novinářů z nominovaných.
Ocenění bylo založeno v roce 1988 a je udělováno v mužské a ženské kategorii. Nejvyššího počtu čtyř vítězství dosáhla mezi ženami Rumunka Cristina Neaguová (2010, 2015, 2016, 2018). V mužské části nejvyšší počet tří titulů získali Francouz Nikola Karabatić (2007, 2014, 2016) a Dán Mikkel Hansen (2011, 2015, 2018).
V letech 1991, 1992, 1993, 2017, 2020 a 2022 nebyla cena udělena.

## Seznam hráčů roku

### Muži
| Rok  | házenkář                   | stát                | pozice         | klub                              |
| ---- | -------------------------- | ------------------- | -------------- | --------------------------------- |
| 1988 | Veselin Vujović            | Jugoslávie          | levá spojka    | Metaloplastika Šabac FC Barcelona |
| 1989 | Kang Jae-won               | Jižní Korea         | pravá spojka   | Grasshopper Zürich                |
| 1990 | Magnus Wislander           | Švédsko             | střední spojka | Redbergslids IK THW Kiel          |
| 1991 | cena neudělena             | cena neudělena      | cena neudělena | cena neudělena                    |
| 1992 | cena neudělena             | cena neudělena      | cena neudělena | cena neudělena                    |
| 1993 | cena neudělena             | cena neudělena      | cena neudělena | cena neudělena                    |
| 1994 | Talant Dujšebajev          | Rusko               | střední spojka | CB Cantabria Santander            |
| 1995 | Jackson Richardson         | Francie             | střední spojka | OM Vitrolles                      |
| 1996 | Talant Dujšebajev (2)      | Španělsko           | střední spojka | CB Cantabria Santander            |
| 1997 | Stéphane Stoecklin         | Francie             | pravá spojka   | TSV GWD Minden                    |
| 1998 | Daniel Stephan             | Německo             | levá spojka    | TBV Lemgo                         |
| 1999 | Rafael Guijosa             | Španělsko           | levé křídlo    | FC Barcelona                      |
| 2000 | Dragan Škrbić              | Jugoslávie          | pivot          | RK Celje HSG Nordhorn             |
| 2001 | Yoon Kyung-shin            | Jižní Korea         | pravá spojka   | VfL Gummersbach                   |
| 2002 | Bertrand Gille             | Francie             | pivot          | SC Chambéry HSV Hamburg           |
| 2003 | Ivano Balić                | Chorvatsko          | střední spojka | RK Metković                       |
| 2004 | Henning Fritz              | Německo             | brankář        | THW Kiel                          |
| 2005 | Arpad Šterbik              | Srbsko a Černá Hora | brankář        | BM Ciudad Real                    |
| 2006 | Ivano Balić (2)            | Chorvatsko          | střední spojka | SDC San Antonio                   |
| 2007 | Nikola Karabatić           | Francie             | střední spojka | THW Kiel                          |
| 2008 | Thierry Omeyer             | Francie             | brankář        | THW Kiel                          |
| 2009 | Sławomir Szmal             | Polsko              | brankář        | Rhein-Neckar Löwen                |
| 2010 | Filip Jícha                | Česko               | levá spojka    | THW Kiel                          |
| 2011 | Mikkel Hansen              | Dánsko              | levá spojka    | AG Kopenhaga                      |
| 2012 | Daniel Narcisse            | Francie             | střední spojka | THW Kiel                          |
| 2013 | Domagoj Duvnjak            | Chorvatsko          | střední spojka | HSV Hamburg                       |
| 2014 | Nikola Karabatić (2)       | Francie             | střední spojka | FC Barcelona                      |
| 2015 | Mikkel Hansen (2)          | Dánsko              | levá spojka    | Paris Saint-Germain               |
| 2016 | Nikola Karabatić (3)       | Francie             | střední spojka | Paris Saint-Germain               |
| 2017 | cena neudělena             | cena neudělena      | cena neudělena | cena neudělena                    |
| 2018 | Mikkel Hansen (3)          | Dánsko              | levá spojka    | Paris Saint-Germain               |
| 2019 | Niklas Landin Jacobsen     | Dánsko              | brankář        | THW Kiel                          |
| 2020 | cena neudělena             | cena neudělena      | cena neudělena | cena neudělena                    |
| 2021 | Niklas Landin Jacobsen (2) | Dánsko              | brankář        | THW Kiel                          |
| 2022 | cena neudělena             | cena neudělena      | cena neudělena | cena neudělena                    |
| 2023 | Mathias Gidsel             | Dánsko              | pravá spojka   | Füchse Berlin                     |
| 2024 | Mathias Gidsel (2)         | Dánsko              | pravá spojka   | Füchse Berlin                     |

#### Galerie

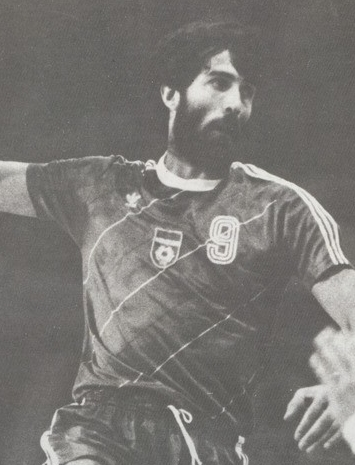
Veselin Vujović, 1987
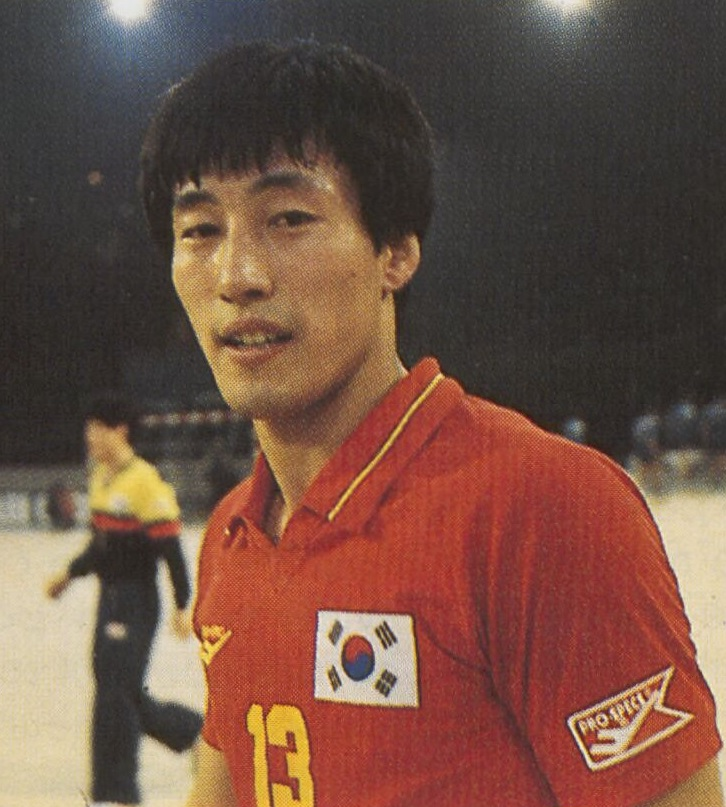
Kang Jae-won, 1988
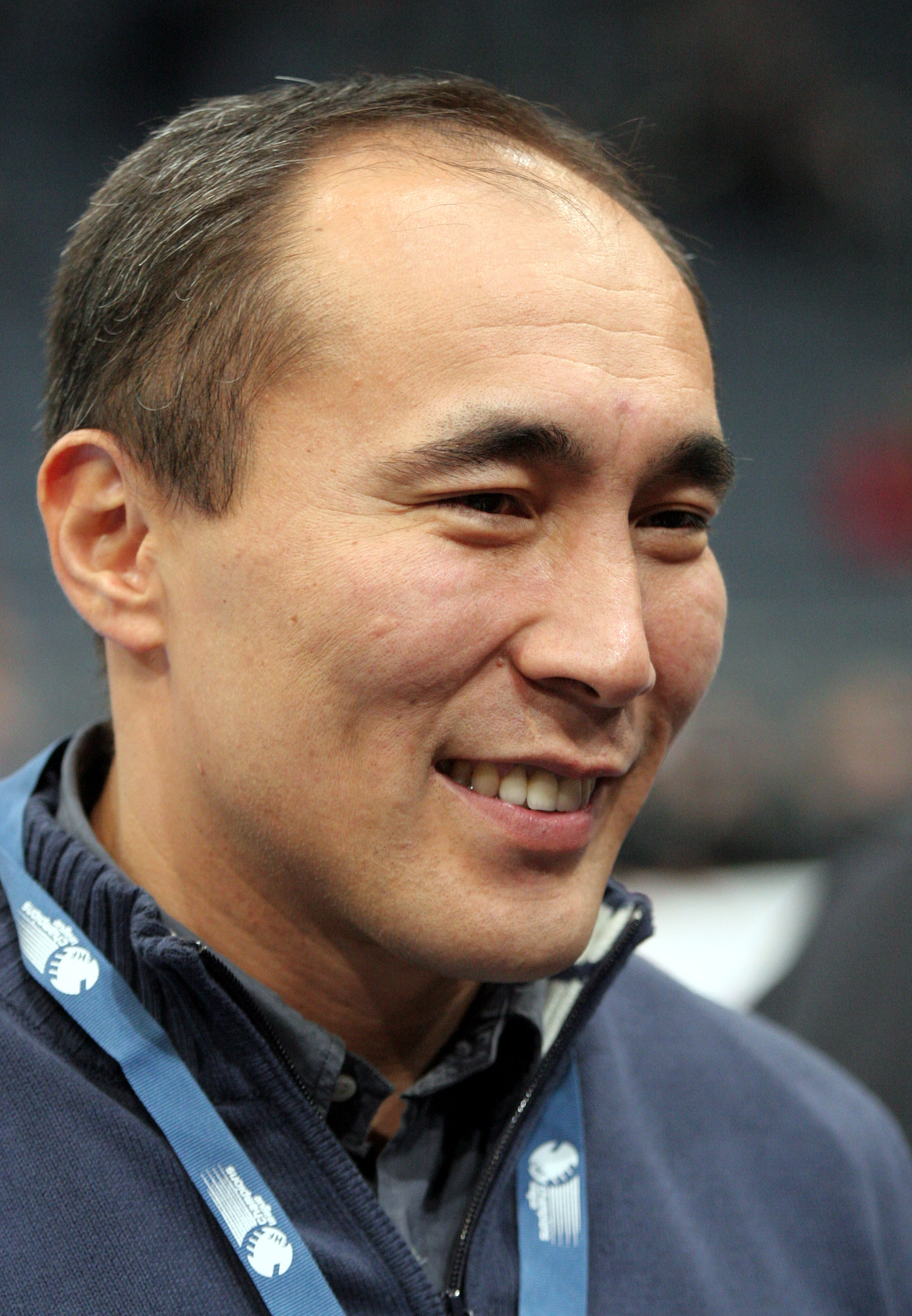
Talant Dujšebajev , 1994, 1996
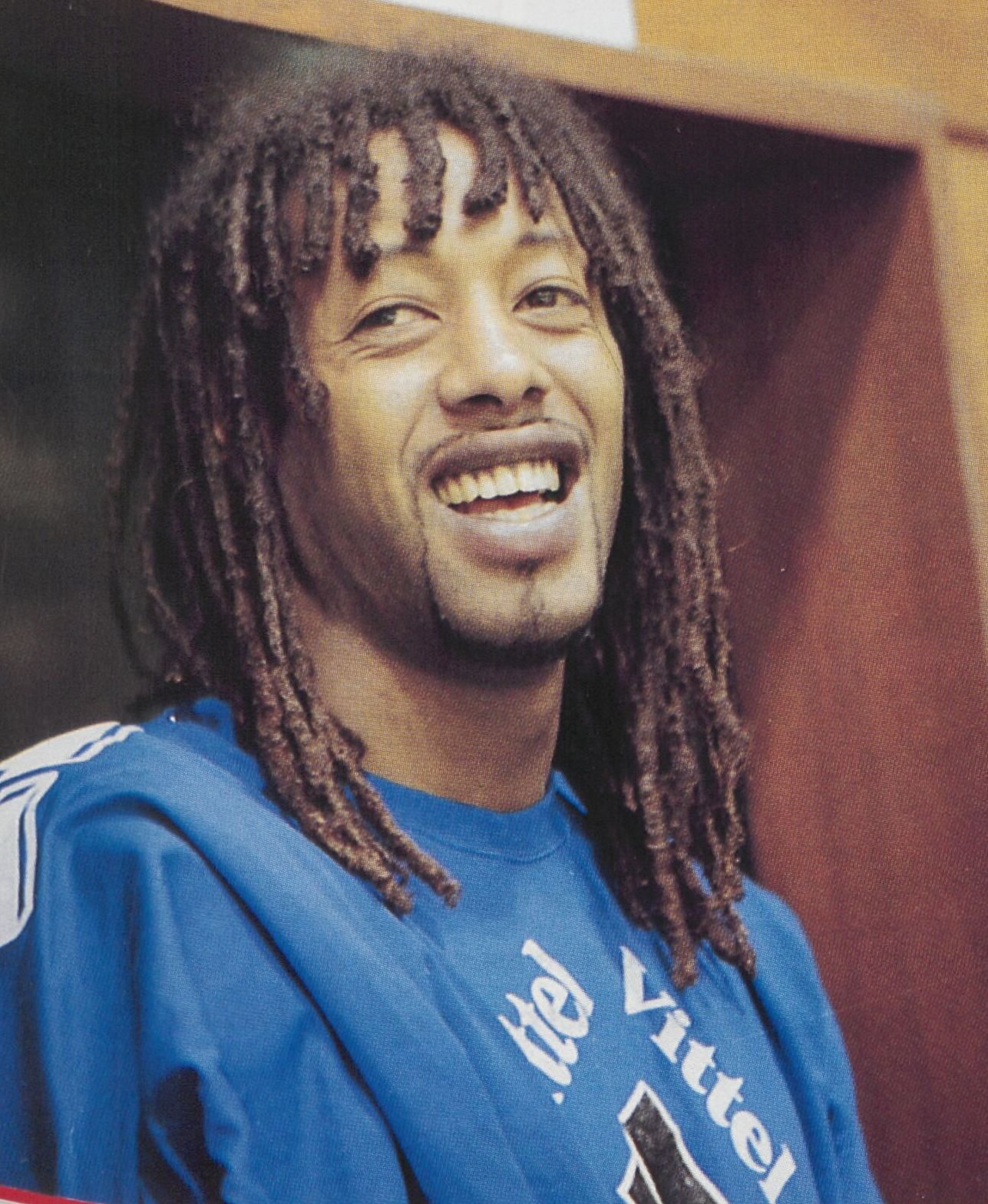
Jackson Richardson, 1995
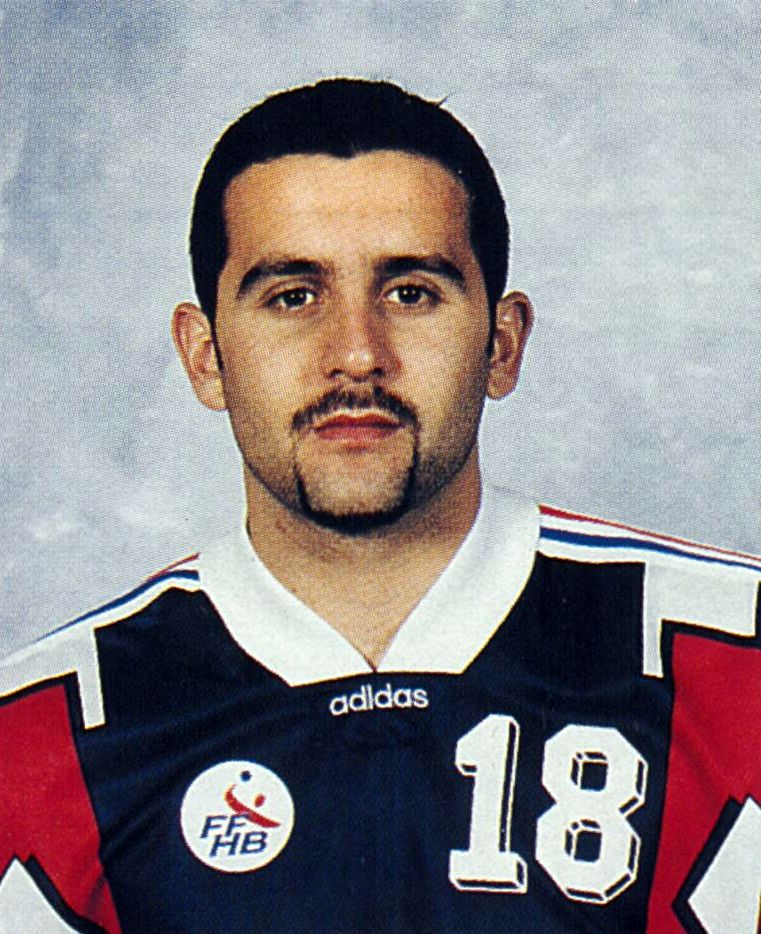
Stéphane Stoecklin, 1997
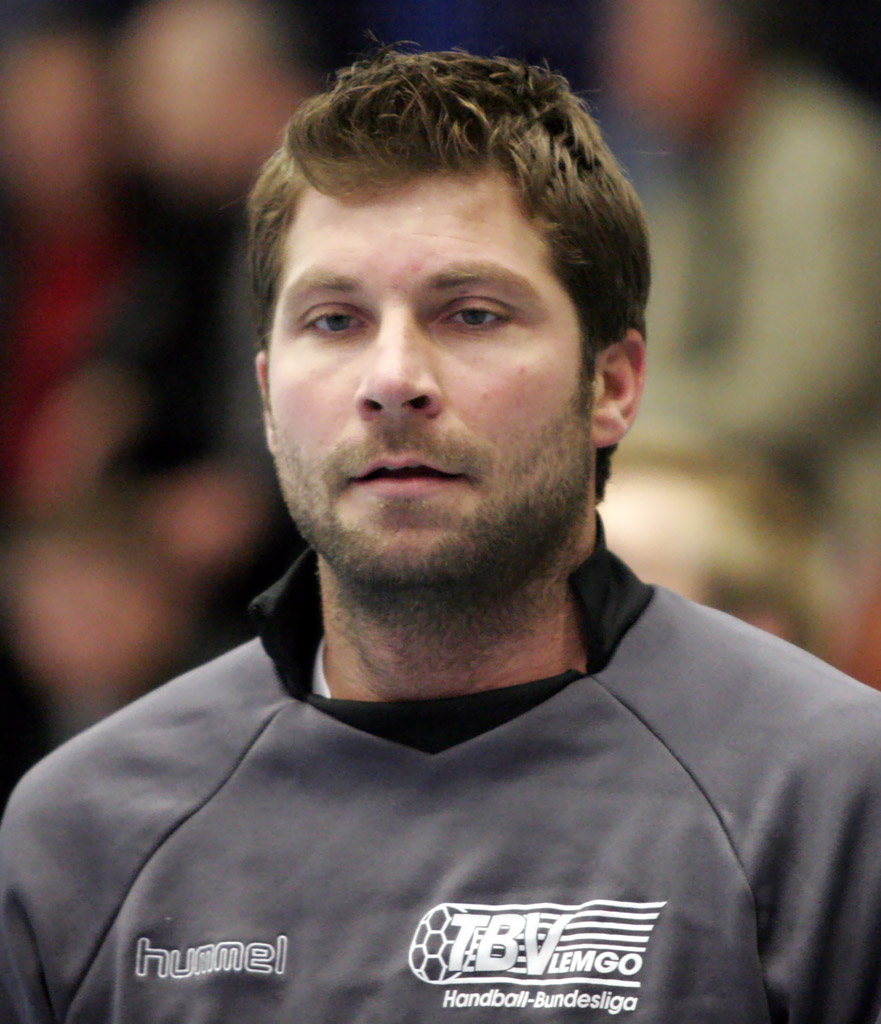
Daniel Stephan, 1998
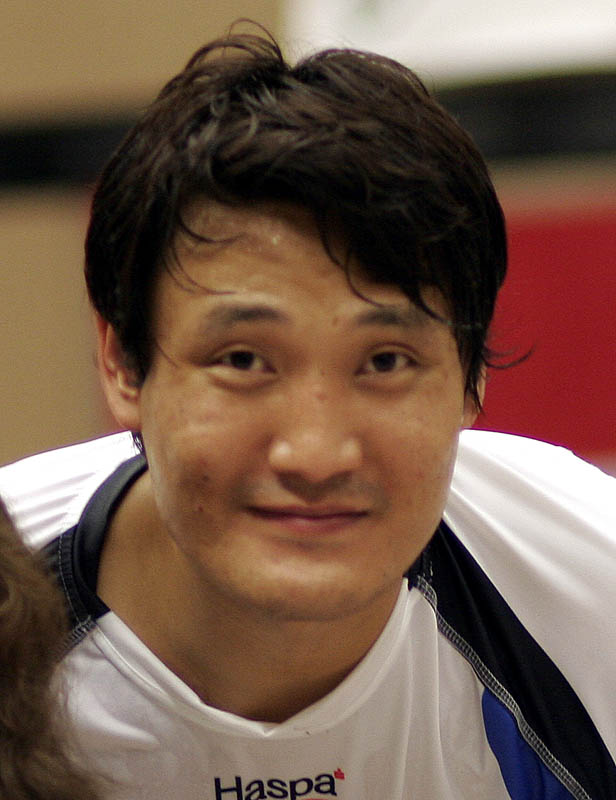
Kyung-Shin Yoon, 2001
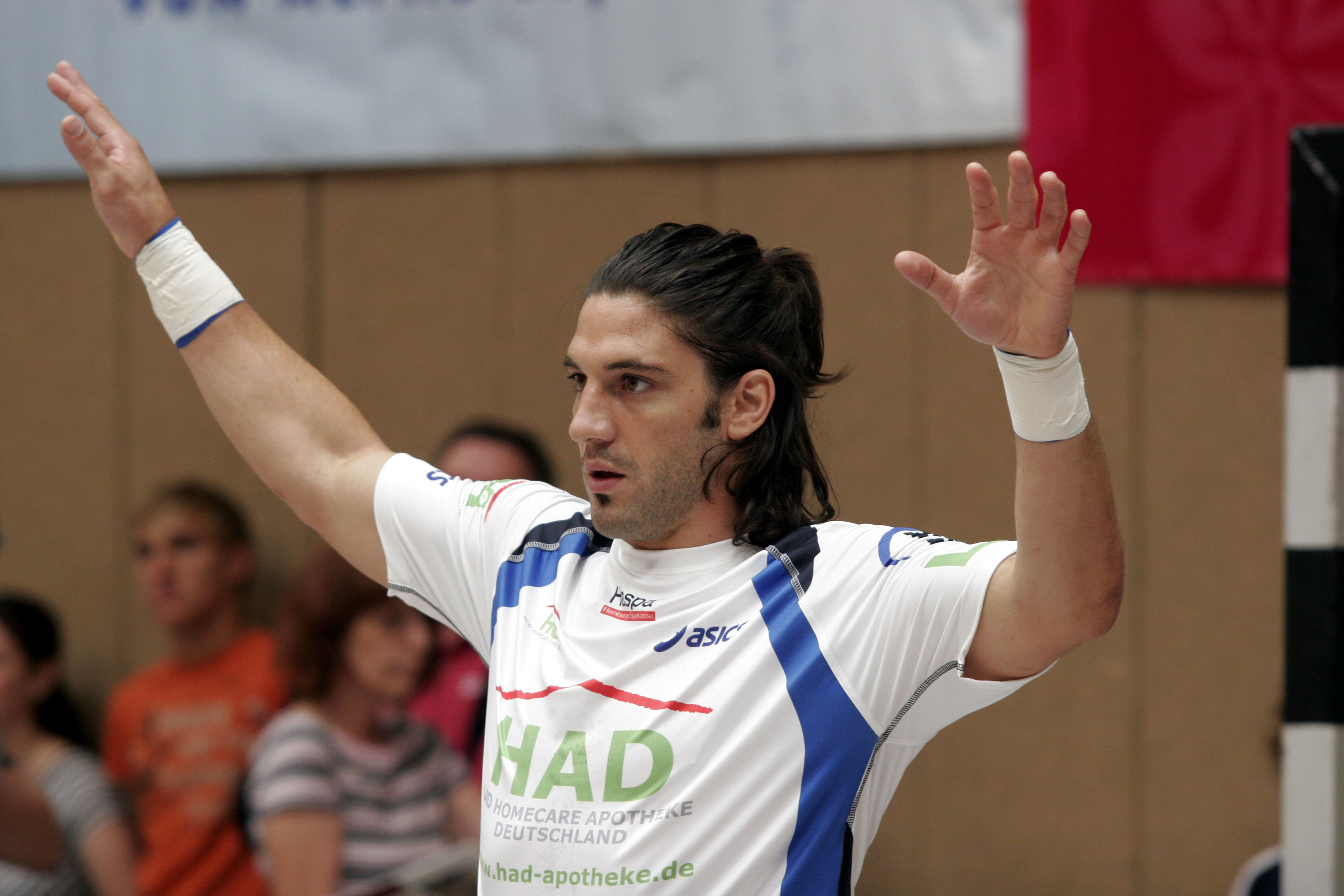
Bertrand Gille, 2002
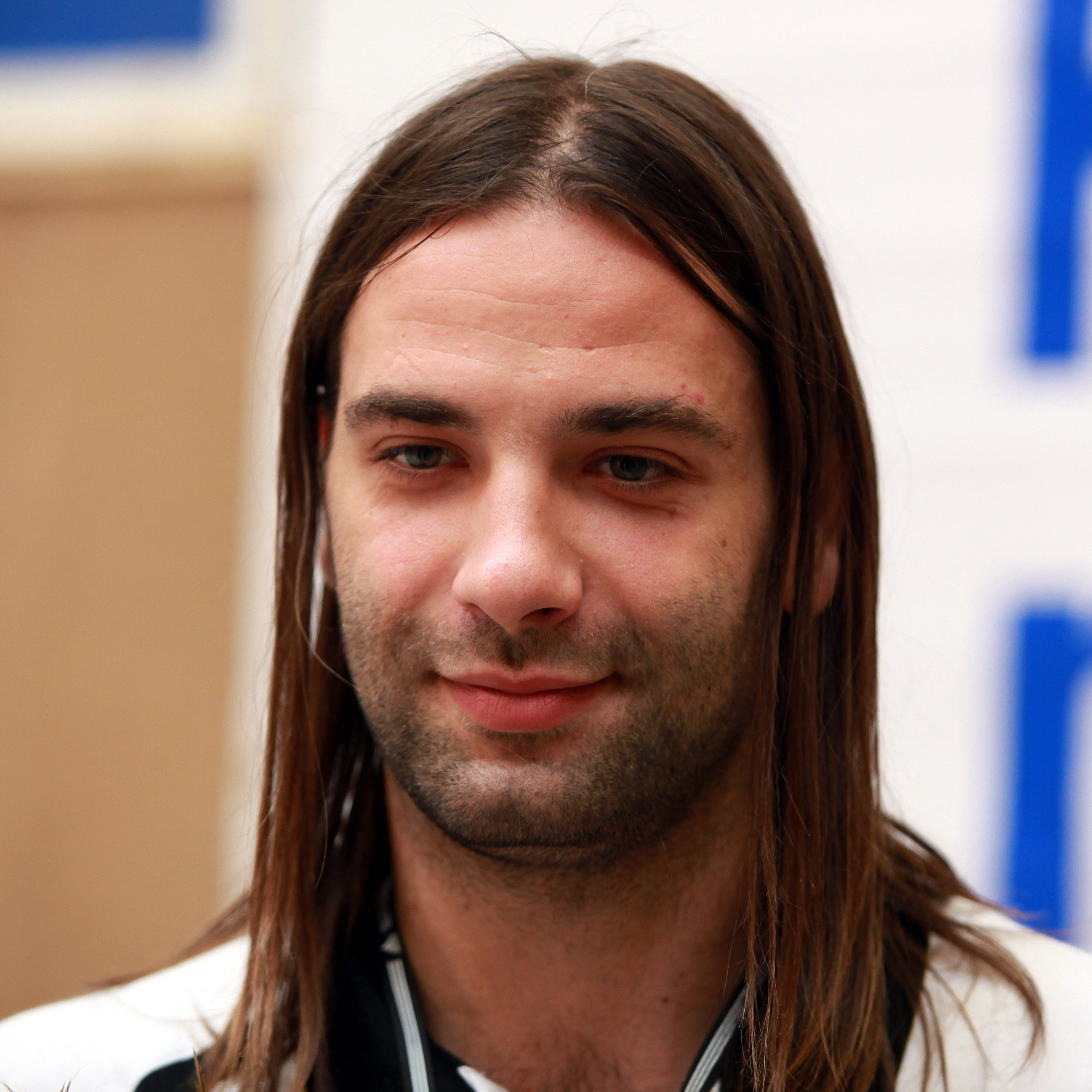
Ivano Balić, 2003, 2006
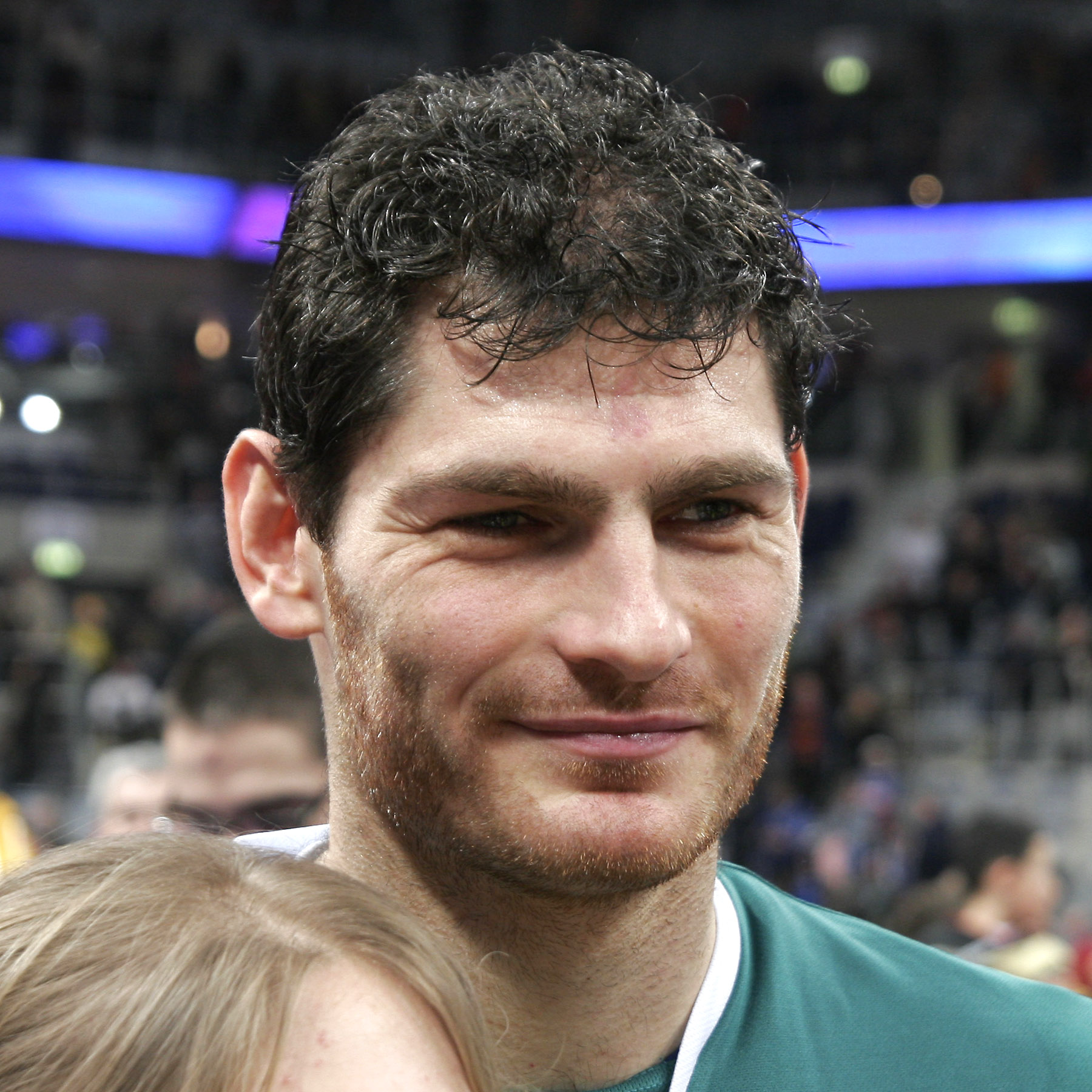
Henning Fritz, 2004
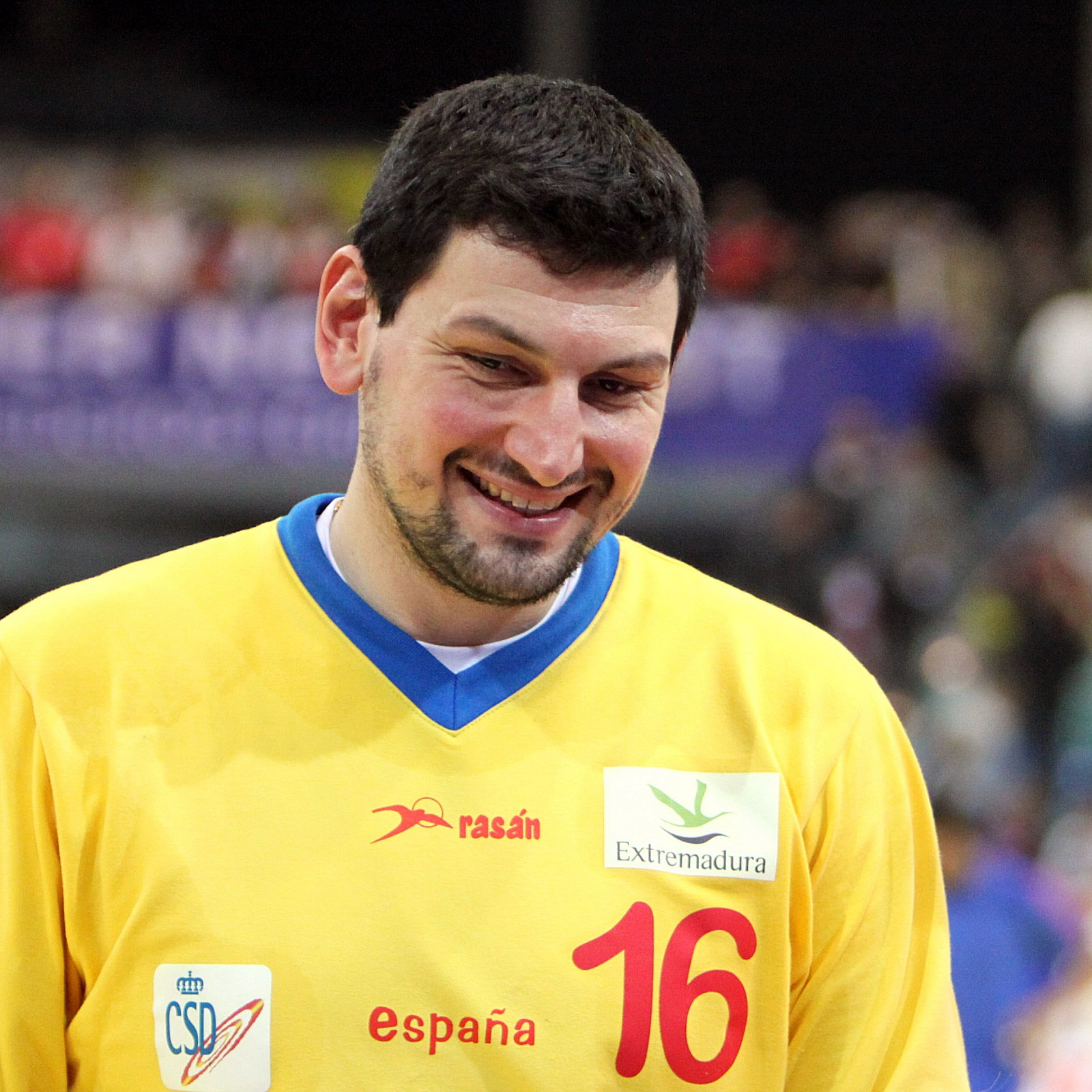
Arpad Šterbik, 2005
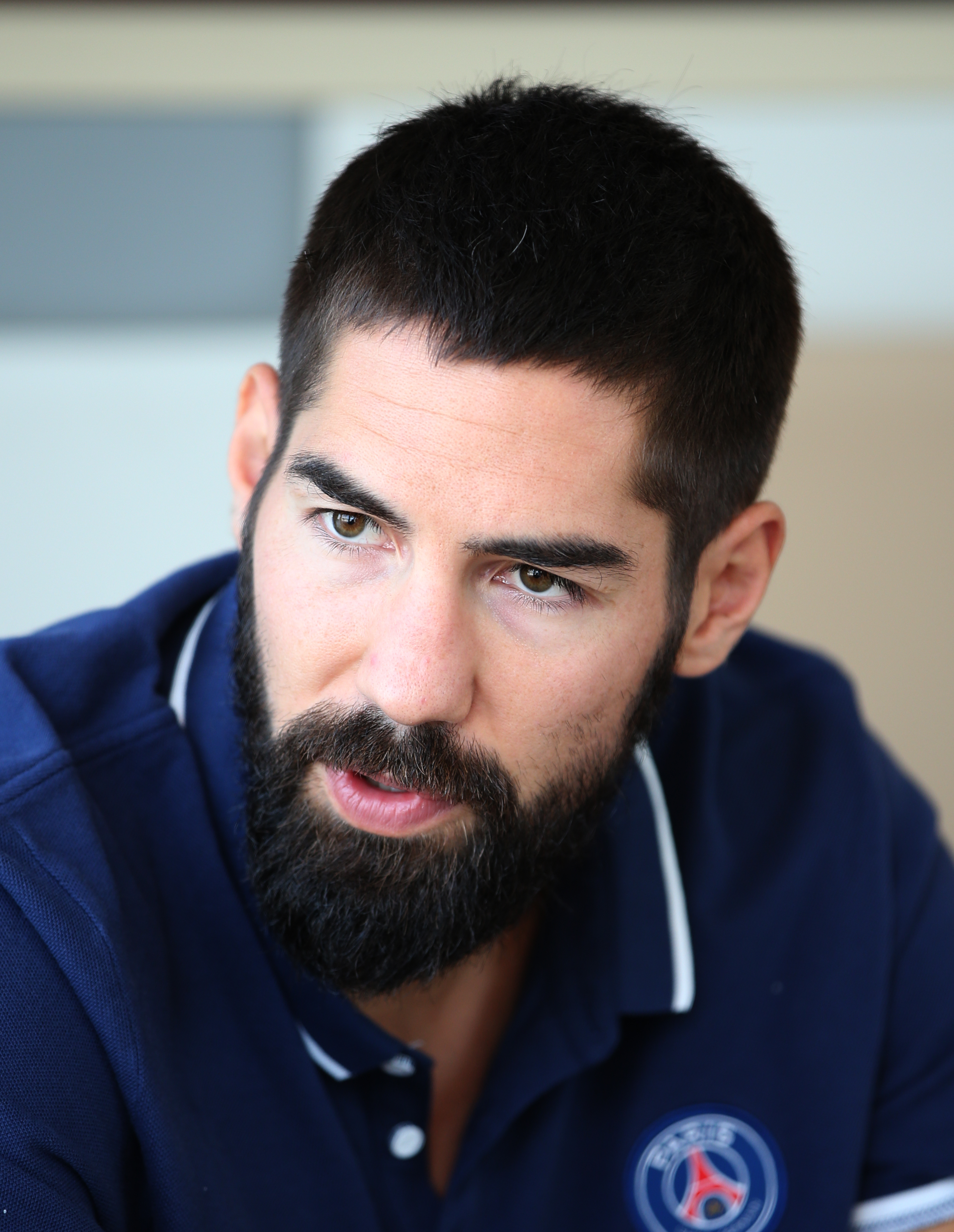
Nikola Karabatić, 2007, 2014, 2016
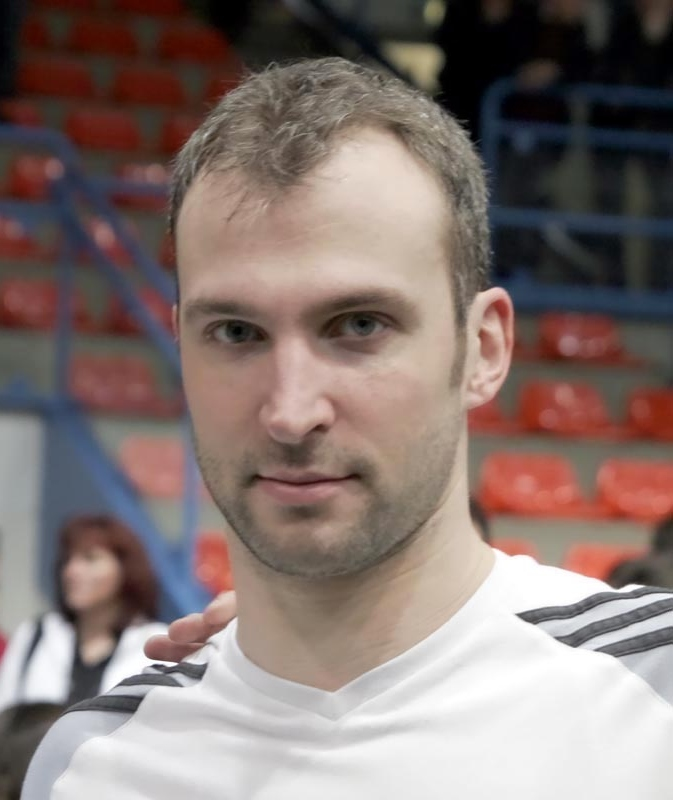
Thierry Omeyer, 2008
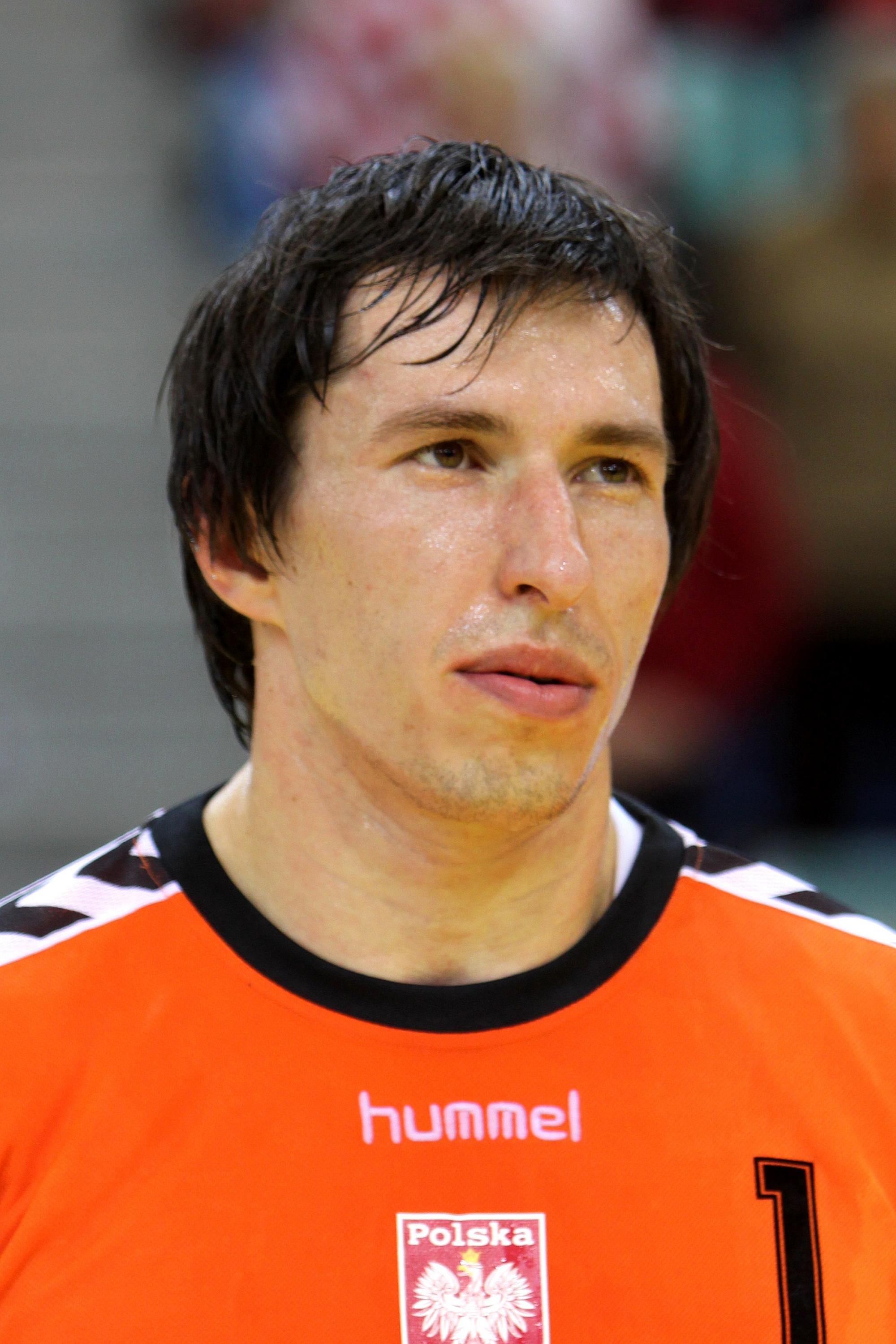
Sławomir Szmal, 2009
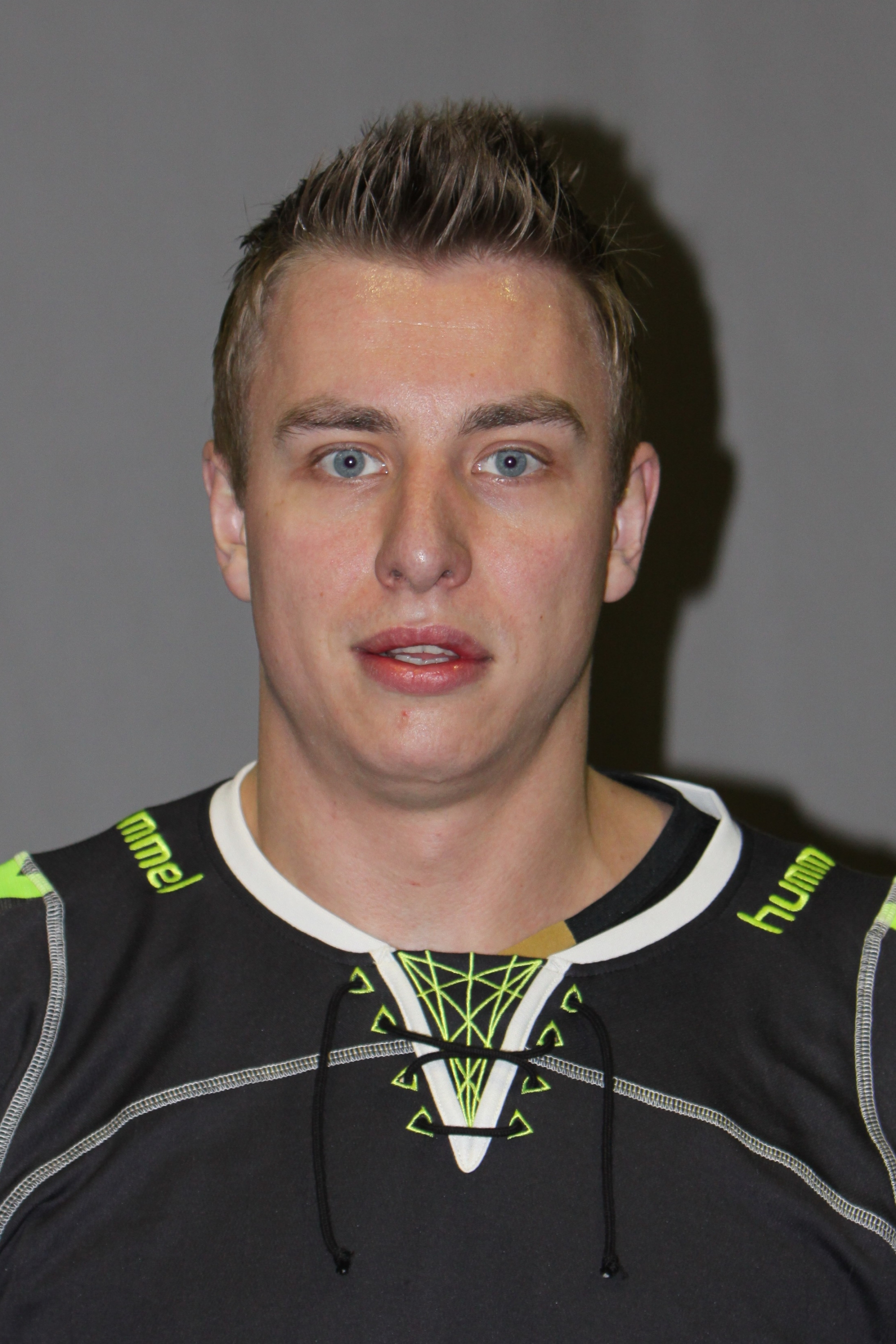
Filip Jícha, 2010
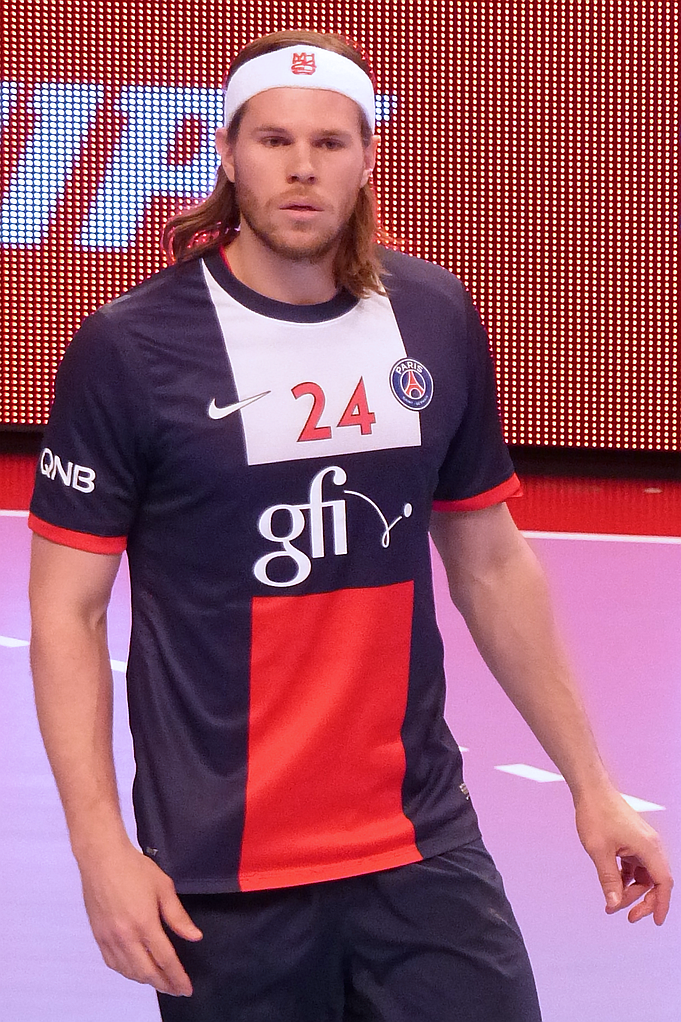
Mikkel Hansen, 2011, 2015, 2018
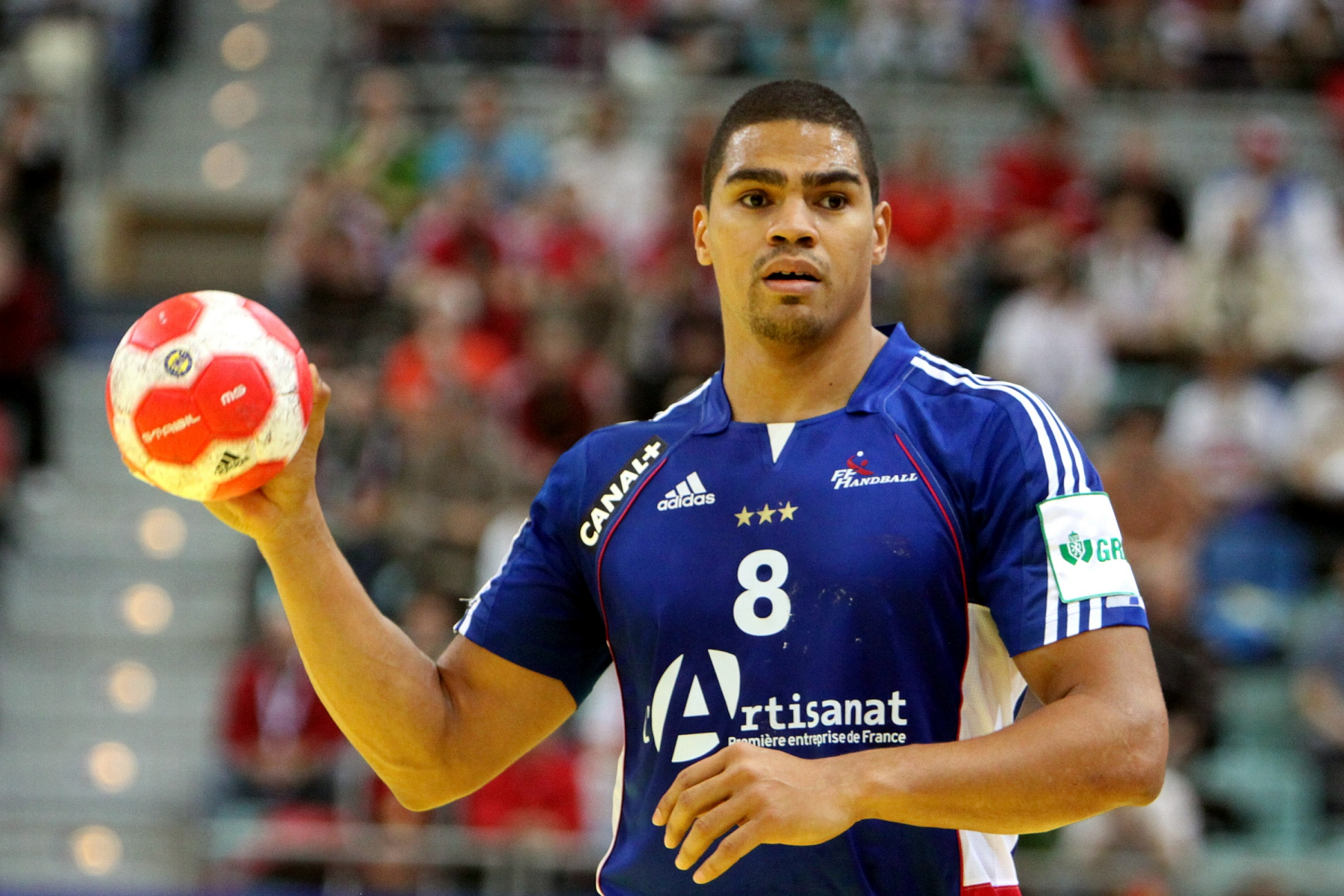
Daniel Narcisse, 2012
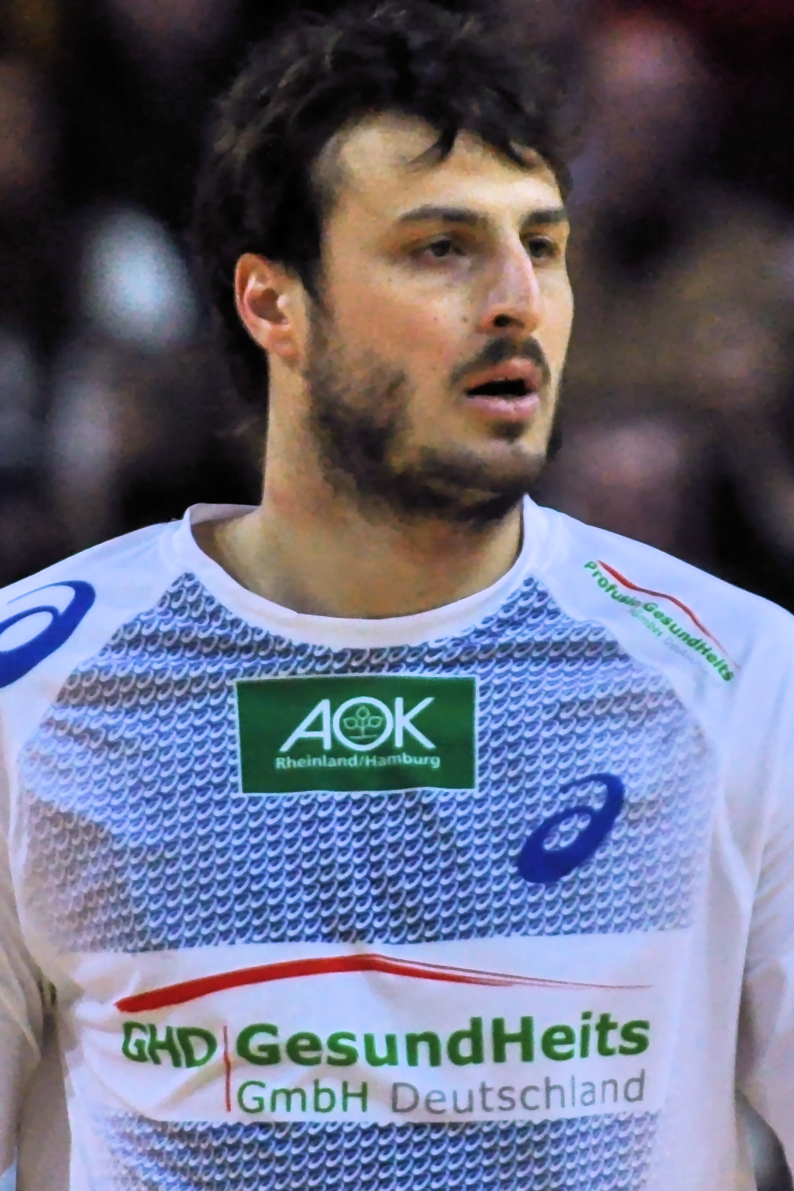
Domagoj Duvnjak, 2013
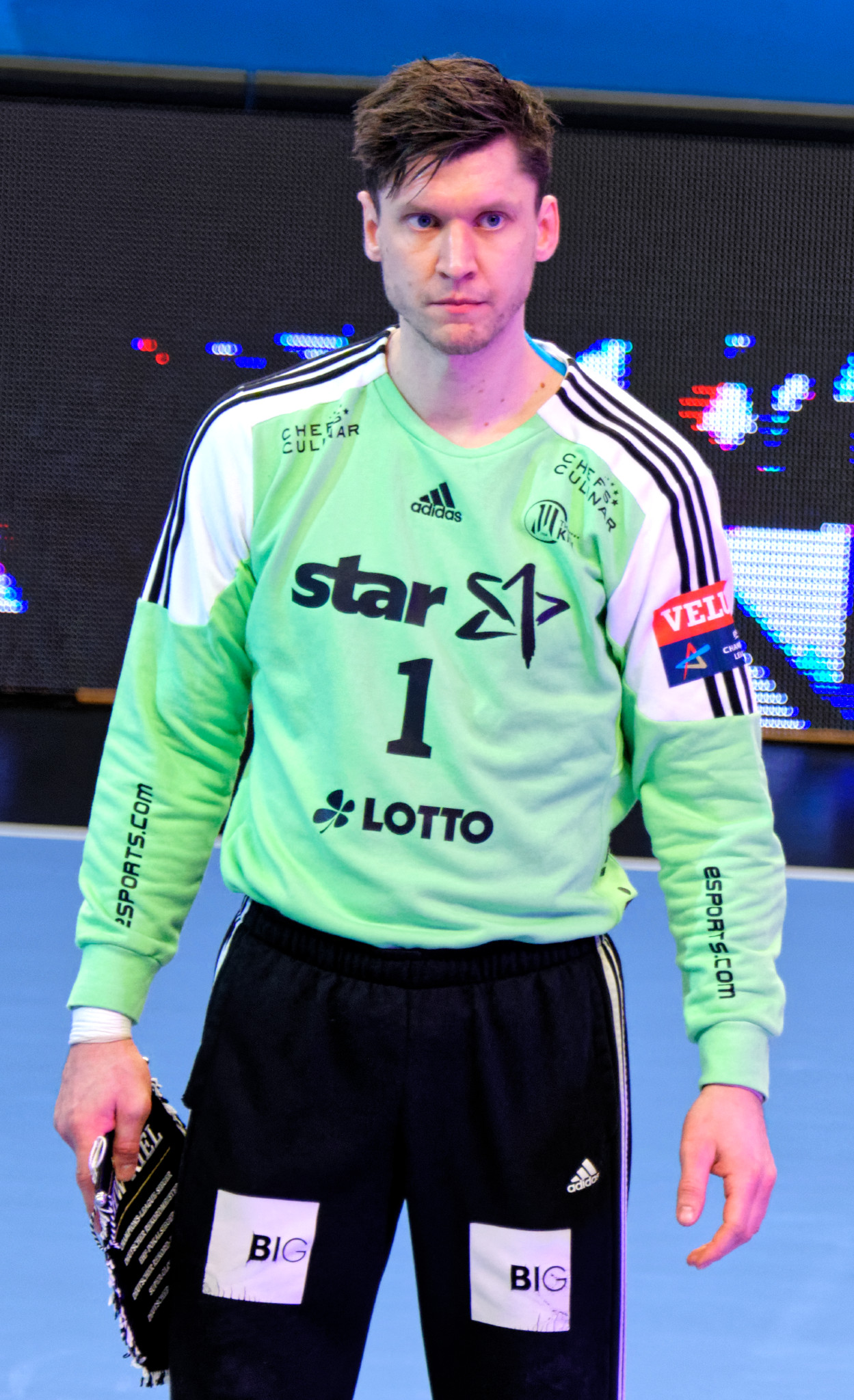
Niklas Landin Jacobsen, 2019, 2021
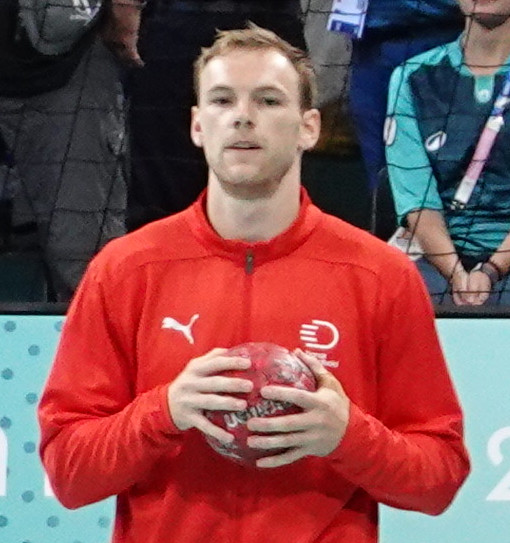
Mathias Gidsel, 2023, 2024

### Ženy
| Rok  | házenkářka                 | stát           | pozice         | klub                          |
| ---- | -------------------------- | -------------- | -------------- | ----------------------------- |
| 1988 | Svetlana Kitićová          | Jugoslávie     | střední spojka | Buxtehuder SV                 |
| 1989 | Kim Hyun-mee               | Jižní Korea    |                |                               |
| 1990 | Jasna Kolar-Merdanová      | Rakousko       | levá spojka    | Hypo Niederösterreich         |
| 1991 | cena neudělena             | cena neudělena | cena neudělena | cena neudělena                |
| 1992 | cena neudělena             | cena neudělena | cena neudělena | cena neudělena                |
| 1993 | cena neudělena             | cena neudělena | cena neudělena | cena neudělena                |
| 1994 | Mia Hermanssonová          | Švédsko        | střední spojka | Hypo Niederösterreich         |
| 1995 | Erzsébet Kocsisová         | Maďarsko       | pivotka        | Dunaferr SE                   |
| 1996 | Lim O-kyeong               | Jižní Korea    | střední spojka | Hiroshima Maple Reds          |
| 1997 | Anja Andersenová           | Dánsko         | levá spojka    | Bækkelagets SK                |
| 1998 | Trine Haltviková           | Norsko         | střední spojka | Byåsen Trondheim              |
| 1999 | Ausra Fridrikasová         | Rakousko       | levá spojka    | Hypo Niederösterreich         |
| 2000 | Bojana Radulovicsová       | Maďarsko       | pravá spojka   | Dunaferr SE                   |
| 2001 | Cecilie Legangerová        | Norsko         | brankářka      | Bækkelagets SK / Tertnes IL   |
| 2002 | Čaj Čchao                  | Čína           | střední spojka | Randers HK                    |
| 2003 | Bojana Radulovicsová (2)   | Maďarsko       | pravá spojka   | Alcoa FKC / Dunaferr SE       |
| 2004 | Anita Kulcsárová           | Maďarsko       | pivotka        | Dunaferr SE                   |
| 2005 | Anita Görbiczová           | Maďarsko       | střední spojka | Győri ETO KC                  |
| 2006 | Nadine Krauseová           | Německo        | levá spojka    | Bayer 04 Leverkusen           |
| 2007 | Gro Hammerseng-Edinová     | Norsko         | střední spojka | Ikast-Bording Elite Håndbold  |
| 2008 | Linn-Kristin Riegelhuthová | Norsko         | pravé křídlo   | Larvik HK                     |
| 2009 | Allison Pineauová          | Francie        | střední spojka | Issy-les-Moulineaux / Metz HB |
| 2010 | Cristina Neaguová          | Rumunsko       | levá spojka    | C.S. Oltchim RM Valcea        |
| 2011 | Heidi Løkeová              | Norsko         | pivotka        | Larvik HK Győri ETO KC        |
| 2012 | Alexandra Do Nascimentová  | Brazílie       | pravé křídlo   | Hypo Niederösterreich         |
| 2013 | Andrea Lekićová            | Srbsko         | střední spojka | Győri ETO KC Vardar Skopje    |
| 2014 | Eduarda Amorimová          | Brazílie       | levá spojka    | Győri ETO KC                  |
| 2015 | Cristina Neaguová (2)      | Rumunsko       | levá spojka    | Budućnost Podgorica           |
| 2016 | Cristina Neaguová (3)      | Rumunsko       | levá spojka    | Budućnost Podgorica           |
| 2017 | cena neudělena             | cena neudělena | cena neudělena | cena neudělena                |
| 2018 | Cristina Neaguová (4)      | Rumunsko       | levá spojka    | CSM Bukurešť                  |
| 2019 | Stine Bredal Oftedalová    | Norsko         | levá spojka    | Győri ETO KC                  |
| 2020 | cena neudělena             | cena neudělena | cena neudělena | cena neudělena                |
| 2021 | Sandra Toftová             | Dánsko         | brankářka      | Brest Bretagne Handball       |
| 2022 | cena neudělena             | cena neudělena | cena neudělena | cena neudělena                |
| 2023 | Henny Reistadová           | Norsko         | levá spojka    | Team Esbjerg                  |
| 2024 | Henny Reistadová (2)       | Norsko         | levá spojka    | Team Esbjerg                  |

#### Galerie

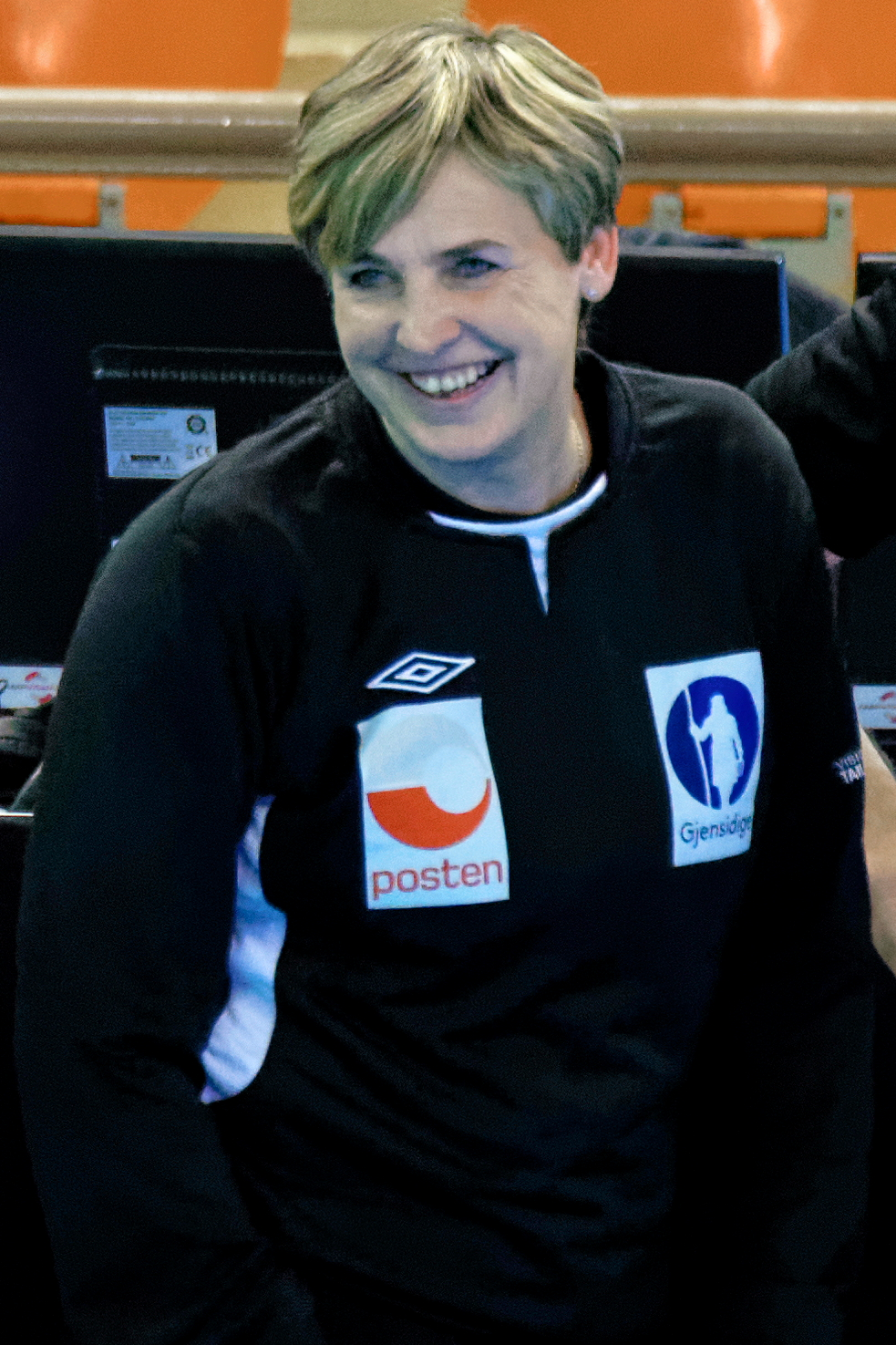
Mia Hermansson-Högdahlová, 1994
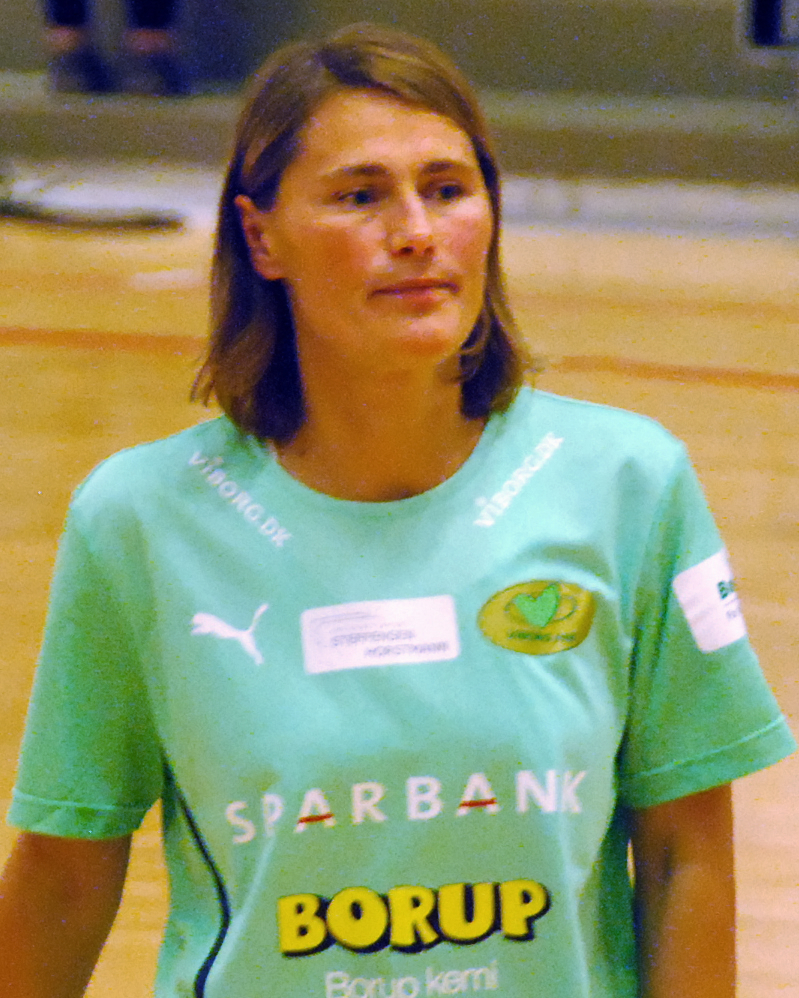
Anja Andersenová, 1997
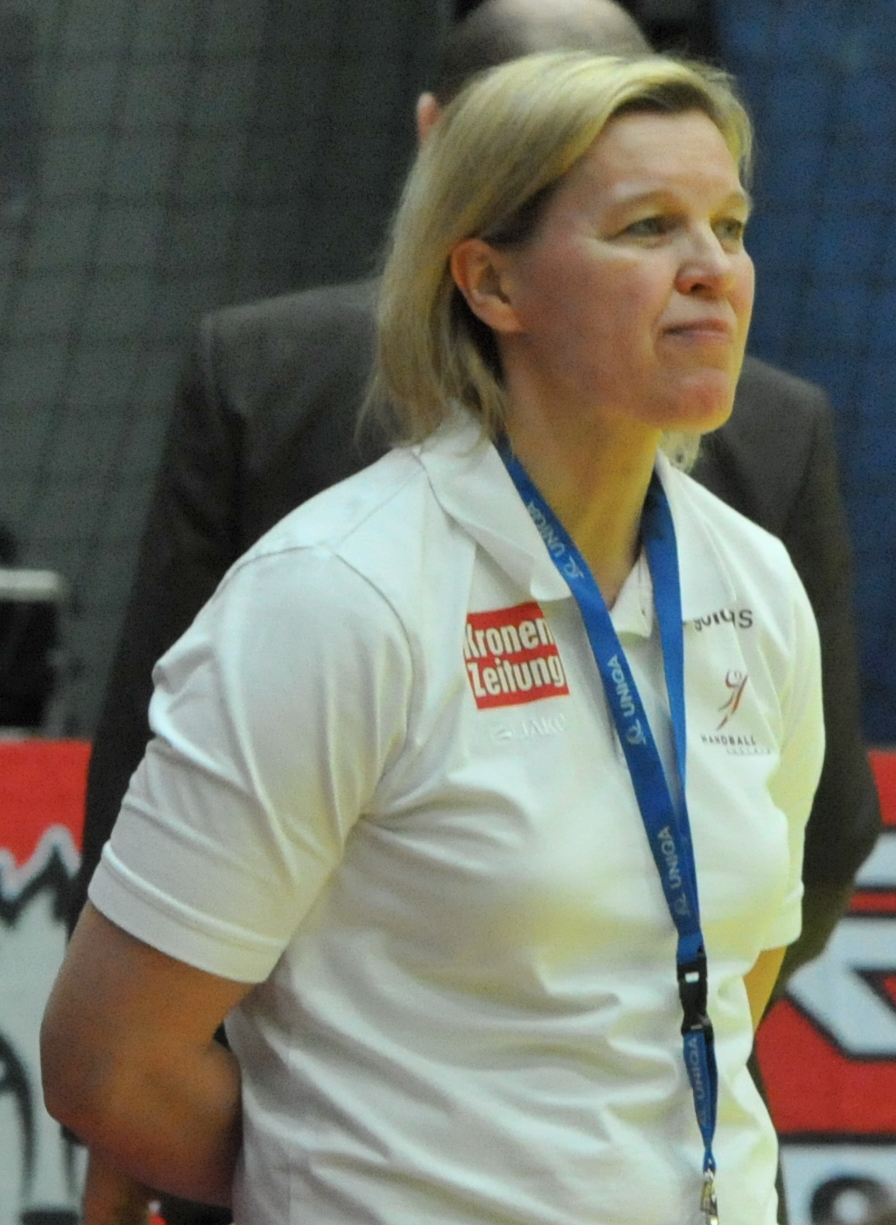
Ausra Fridrikasová, 1999
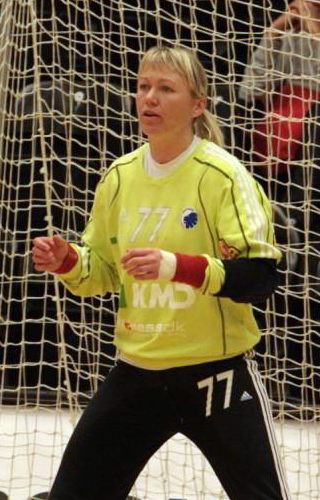
Cecilie Legangerová, 2001
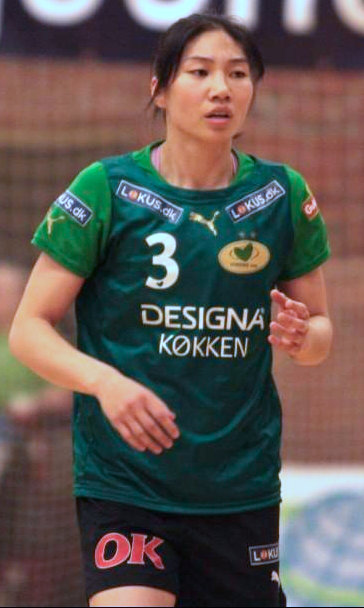
Čaj Čchao, 2002
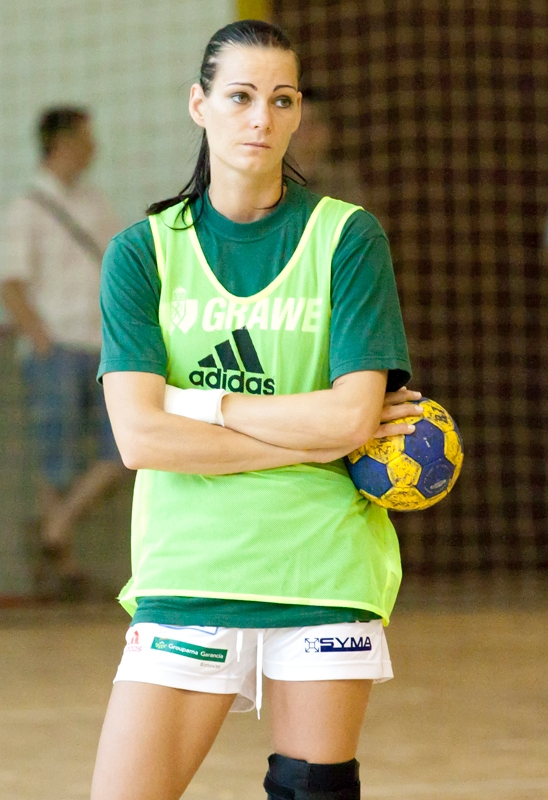
Anita Görbiczová, 2005
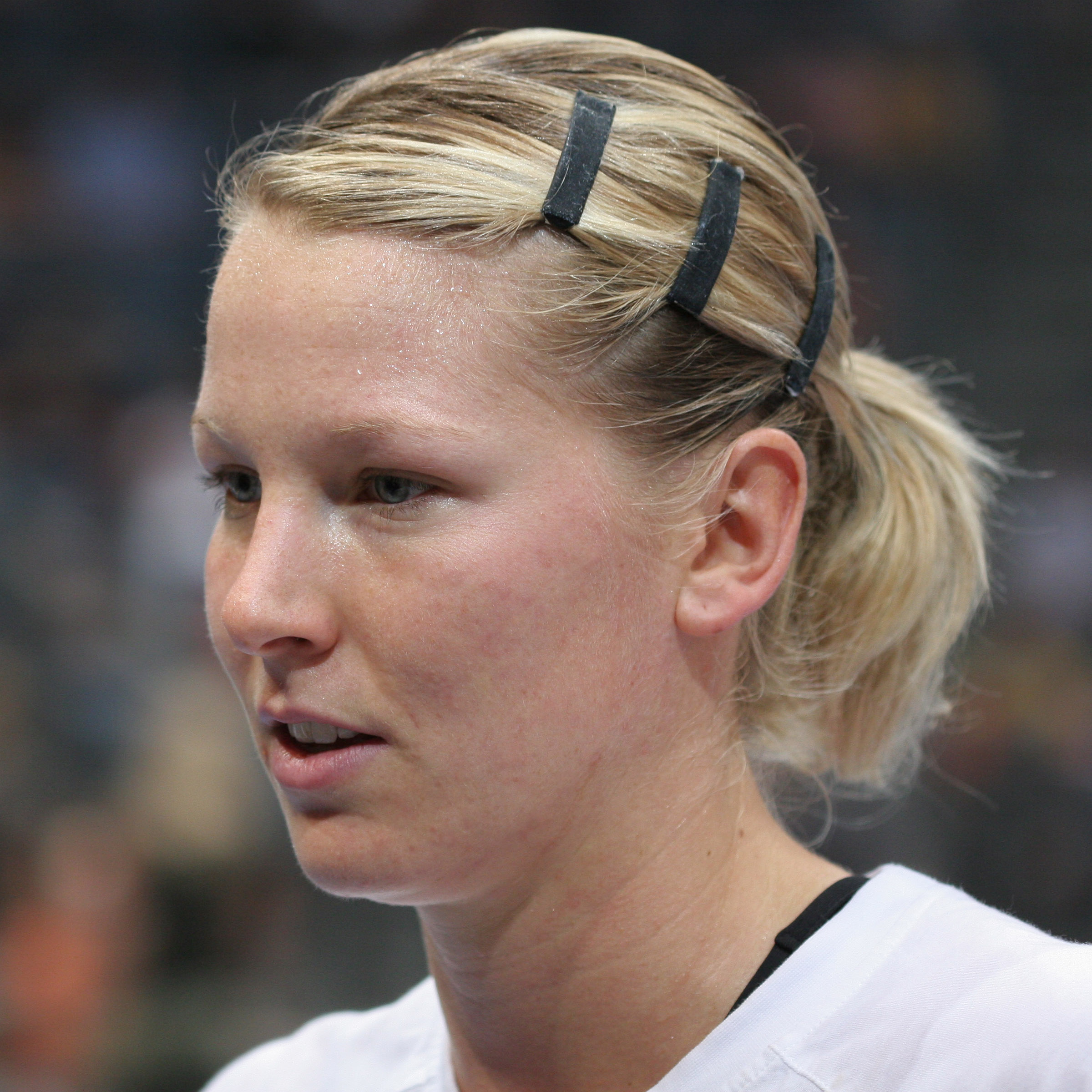
Nadine Krauseová, 2006
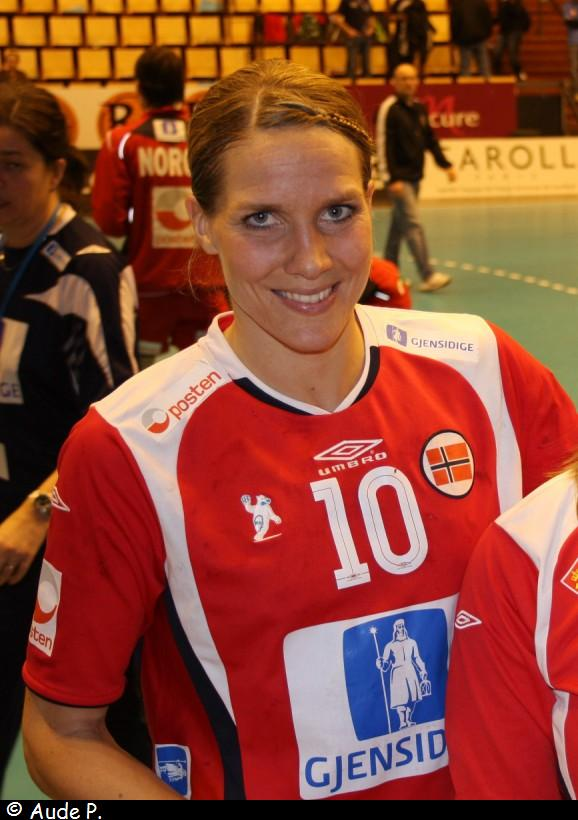
Gro Hammerseng-Edinová, 2007
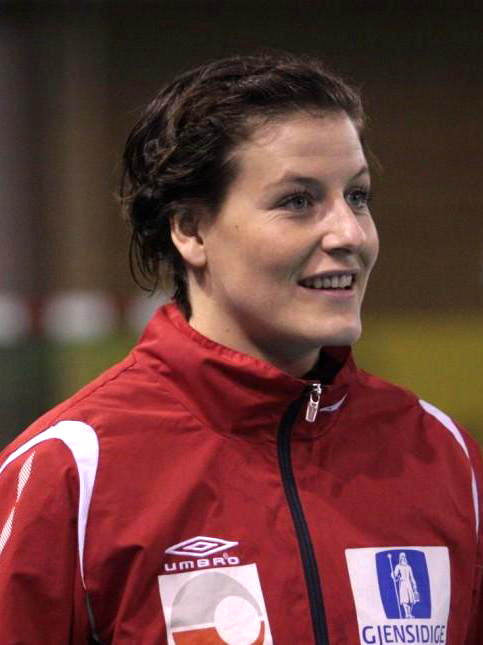
Linn-Kristin Riegelhuth Korenová, 2008
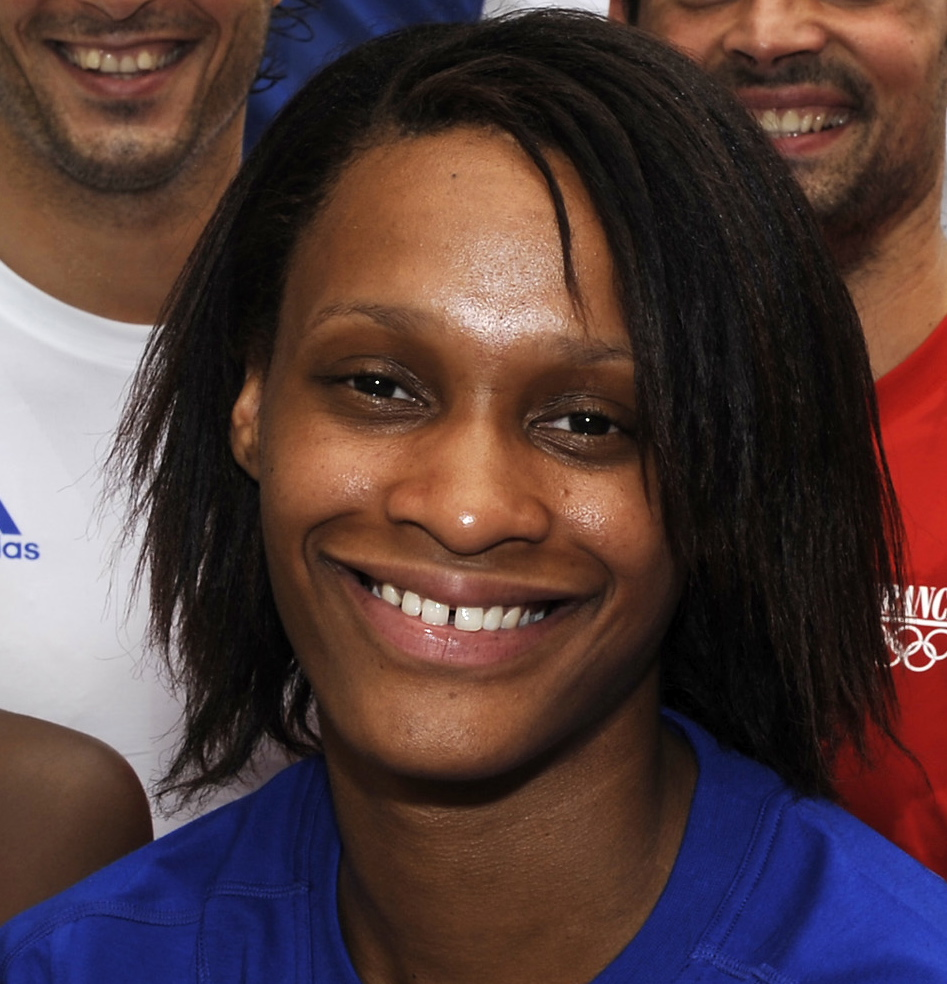
Allison Pineauová, 2009
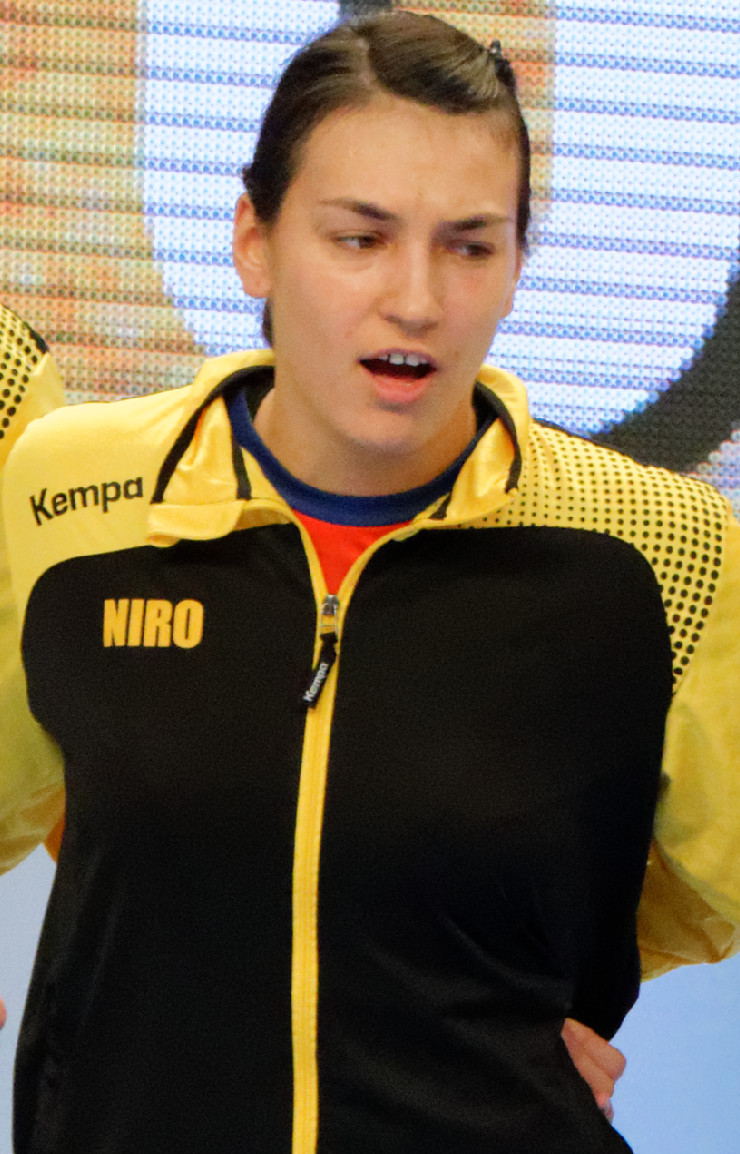
Cristina Neaguová, 2010, 2015, 2016, 2018
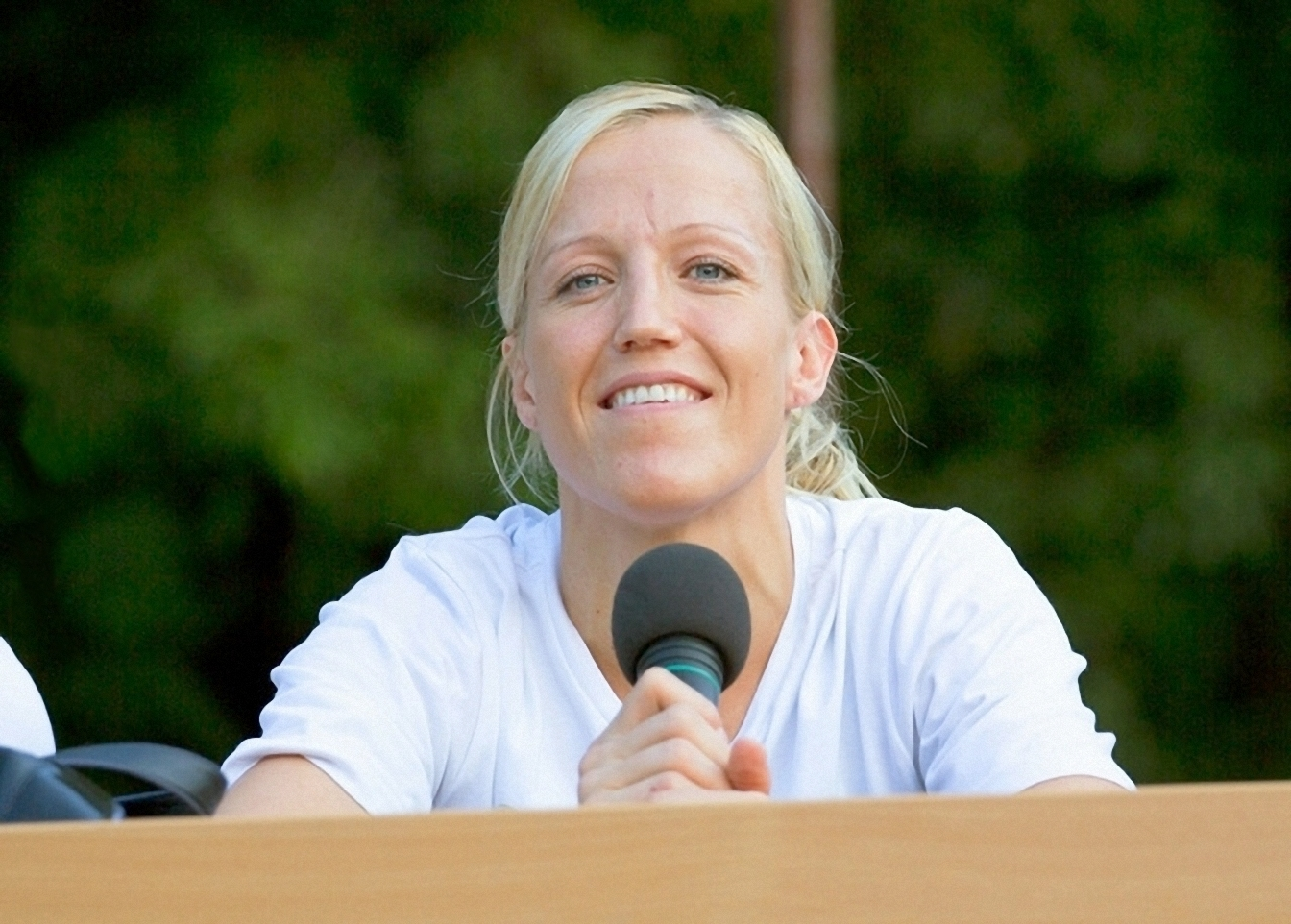
Heidi Løkeová, 2011
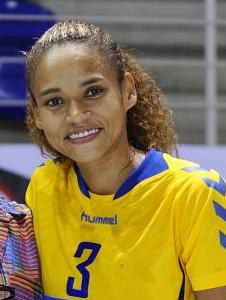
Alexandra do Nascimentová, 2012
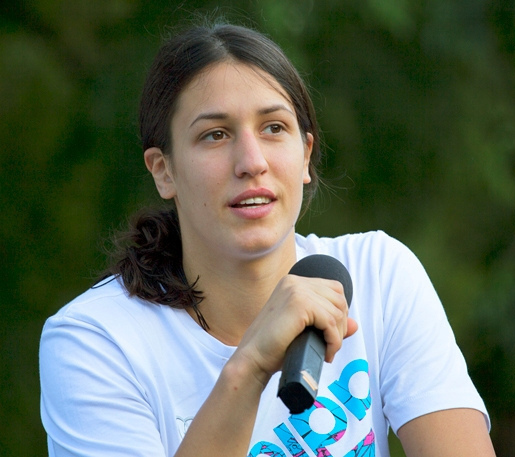
Andrea Lekićová, 2013
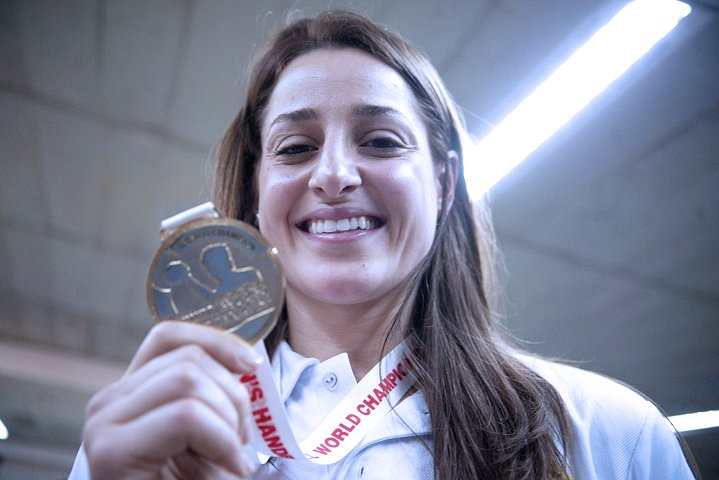
Eduarda Amorimová, 2014
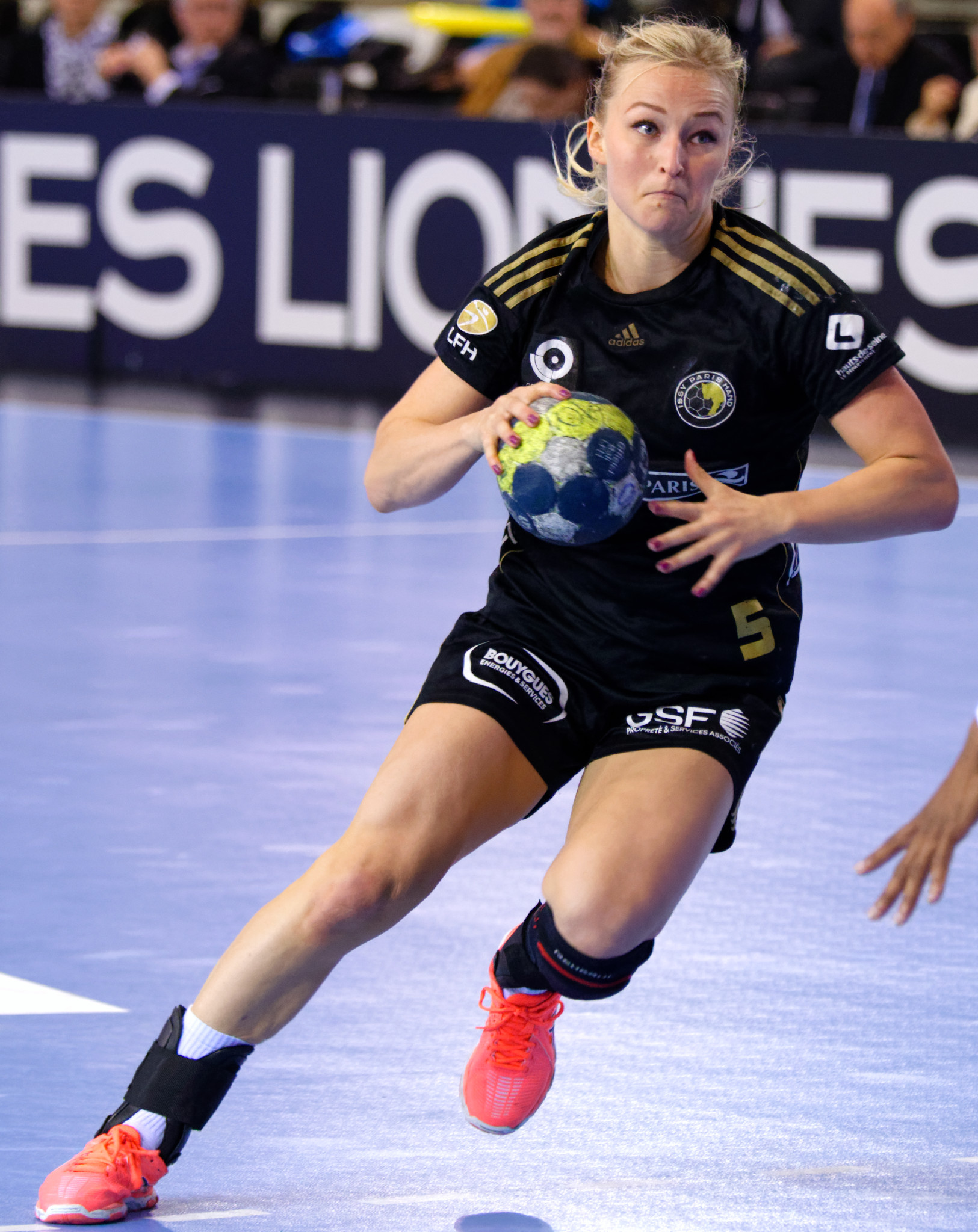
Stine Bredal Oftedalová, 2019
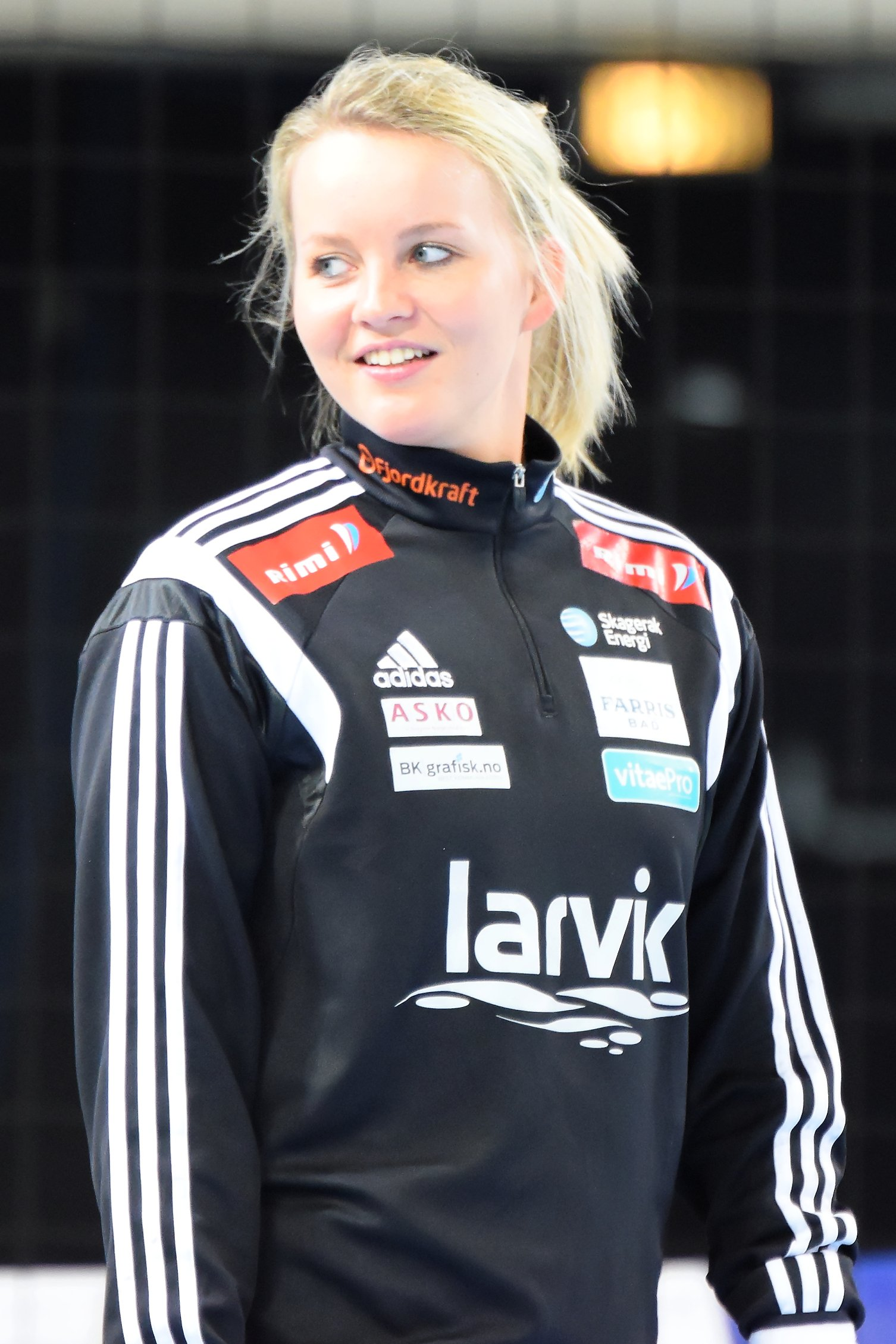
Sandra Toftová, 2021
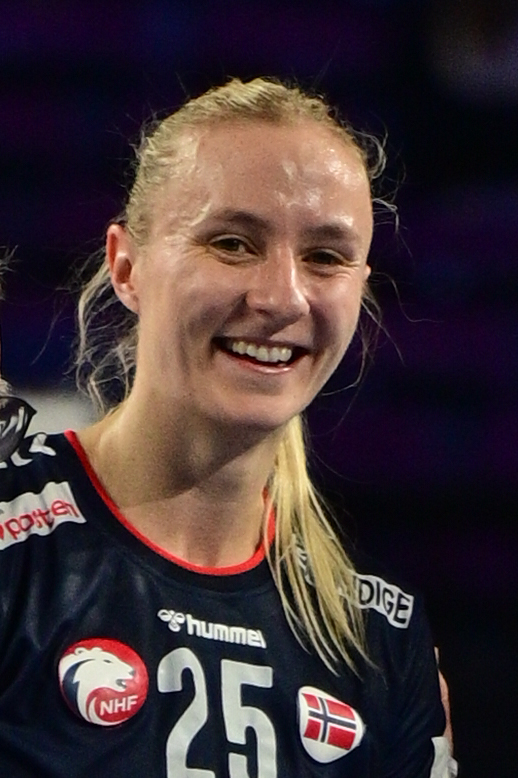
Henny Reistadová, 2023, 2024